# Alexander III av Imereti
Alexander III av Imereti, död 1660, var en georgisk monark. Han var kung i kungariket Imereti mellan 1639 och 1660.